# 盖梅
盖梅（義大利語：Ghemme），是意大利诺瓦拉省的一个市镇。总面积20.57平方公里，人口3736人，人口密度181.6人/平方公里（2009年）。ISTAT代码为003073。